# چهارراه ولیعصر
چهار راه ولیعصر که قبل از انقلاب ۱۳۵۷، «چهارراه پهلوی» و بعد از آن مدت کوتاهی «چهارراه مصدق» نام‌گذاری شد، در تقاطع خیابان انقلاب و خیابان ولیعصر واقع شده‌است و از ابعاد مختلفی در ایران دارای شهرت است.
چهارراه ولیعصر یکی از تقاطع‌های اصلی شهر تهران است که روزانه بیش از سه میلیون نفر در آن تردد می‌کنند. چهارراهی که جنوب خیابان ولیعصر از جمهوری را به شمال آن و شرق خیابان انقلاب از پل کالج را به غرب آن یعنی میدان انقلاب متصل می‌کند. این چهار راه پرتردد که روزانه میزبان میلیون‌ها دانشجو، دانش آموز، کارمند، کاسب و... است یکی از معابر اصلی تهران نیز به شمار می‌رود که علاوه بر شهروندان تهرانی، مسافران و گردشگران هم آن را می‌شناسند. گذر سال‌ها، این چهارراه را به یکی از شلوغ‌ترین معابر شهری تبدیل کرده است، طبق اعلام شهردار منطقه ۶ تهران در این چهارراه در هر ساعت حدود ۱۵هزار عابر پیاده، ۶ هزارخودرو و ۲۵۷ دستگاه اتوبوس بی‌آرتی عبور می‌کند. این چهارراه طولانی‌ترین مسیر شرق به غرب یعنی دماوند به خیابان آزادی و طولانی‌ترین مسیر شمال به جنوب یعنی تجریش به راه آهن را به هم متصل می‌کند. همچنین مسافران خط ۴ متروی تهران و خط ۳ متروی تهران نیز بر حجم عابران پیاده این چهارراه افزوده شده است و همین امر ترافیک‌های سنگین و سرسام آوری را برای شهروندان ایجاد کرده است. شهرداری تهران نیز در فروردین ۱۳۹۰ برای حل مشکلات رفت و آمد این نقطه از شهر و ایجاد آرامش تردد در آن تصمیم گرفت زیرگذر عابر پیاده را در آن ایجاد کند. این گذرگاه موجب شده که تردد عابران پیاده به یک طبقه پایین‌تر از چهارراه ولیعصر منتقل شود، تا علاوه بر ایمن سازی این چهارراه از میزان چراغ قرمز خودرو‌ها نیز کاسته شود.

## مشخصات فنی
این زیرگذر با عرض ۷ متر و ارتفاع ۳ متر، دارای ۱۱ ورودی و خروجی، ۱۴ پله برقی رفت و برگشت از ۴ کنج تقاطع و از ۳ ایستگاه اتوبوس‌های تندرو است. ۸ مسیر دسترسی و ۱۸ پله برقی رفت و برگشت در چهارسوی تقاطع به ایستگاه‌های مترو و بی‌آرتی وصل می‌شود. همچنین دو آسانسور نیز برای تردد معلولان در ضلع شمال شرقی پیش بینی شده است. طبق اعلام معاونت عمرانی شهرداری تهران، مساحت این زیرگذر نیز سه هزار و ۷۰۰ متر مربع است و طول رینگ‌های آن با در نظر داشتن دسترسی به یک صد و ۶۰ متر مربع می‌رسد. این سازه بتنی است که کاملا عایق شده و ضدزلزله است و تمامی امکانات در زمان بحران در آن پیش بینی شده است. عمق زیرگذر از سطح زمین حدود ۵/۲ متر تاسیسات است و پس از آن ۷ متر به زیرزمین پیش رفته‌ایم.

## فضای فرهنگی
همچنین این زیرگذر تنها یک تونل عبوری نیست و داخل آن براساس فضای زنده شهری طراحی شده است. طبق اعلام شهرداری منطقه ۶، پروژه زیرگذر چهارراه راه ولعیصر به غیراز تملک حدود ۴۰ میلیارد تومان هزینه در برداشت.

## ساعت فعالیت زیرگذر
زیرگذر چهارراه ولیعصر شبانه روزی نیست، این زیرگذر همزمان با مترو بازاست و تا ۱۲ شب به شهروندان خدمات رسانی می‌کند.

## حمل و نقل عمومی
با استفاده از خطوط ۳ و ۴ مترو و خطوط ۱ و ۷ بی‌آرتی به این چهارراه رفت.